# Новоозерянська селищна рада
Новоозеря́нська се́лищна ра́да (до 1972 року — Озерянська сільська рада, у 1972—2010 роках — Новоозерянківська селищна рада) — колишня адміністративно-територіальна одиниця та орган місцевого самоврядування в Олевському районі Коростенської і Волинської округ, Київської й Житомирської областей УРСР та України з адміністративним центром — у селищі міського типу Новоозерянка (до 1972 року — село Озеряни).

## Загальні відомості
Площа території ради становила 112,25 км².

## Населені пункти
Селищній раді були підпорядковані населені пункти:
- смт Новоозерянка
- с. Озеряни
- с. Рудня-Озерянська

## Населення
Кількість населення ради, станом на 1923 рік, становила 1 221 особу, кількість дворів — 264.
Відповідно до результатів перепису населення СРСР, кількість населення ради, станом на 12 січня 1989 року, становила 1 932 особи.
Станом на 5 грудня 2001 року, відповідно до перепису населення України, кількість мешканців селищної ради становила 1 254 особи.

## Склад ради
Рада складалася з 16 депутатів та голови.

### VI скликання
За результатами місцевих виборів 2010 року депутатами ради стали:

#### За суб'єктами висування
| Суб'єкт висування           | Кількість обраних депутатів | %    |
| --------------------------- | --------------------------- | ---- |
| Комуністична партія України | 8                           | 50   |
| Самовисування               | 7                           | 43,8 |
| Народна партія              | 1                           | 6,3  |

#### За округами
| № округу                    | Прізвище, ім'я, по батькові   | Дата визнання обраним | Освіта             | Партійна приналежність | Відомості про обраного депутата           |
| --------------------------- | ----------------------------- | --------------------- | ------------------ | ---------------------- | ----------------------------------------- |
| Комуністична партія України |                               |                       |                    |                        |                                           |
| 1                           | Лознюк Наталія Володимирівна  | 05.11.2010            | середня            | позапартійна           | ВПЗ, листоноша                            |
| 4                           | Хоменко Алла Миколаївна       | 05.11.2010            | середня            | позапартійна           | Білокоровицьке ОСТ, продавець             |
| 5                           | Патюк Альона Миколаївна       | 05.11.2010            | середня            | позапартійна           | тимчасово не працює                       |
| 9                           | Козачок Віктор Володимирович  | 05.11.2010            | середня спеціальна | позапартійний          | тимчасово не працює                       |
| 10                          | Хоменко Володимир Федорович   | 05.11.2010            | середня спеціальна | позапартійний          | пенсіонер                                 |
| 11                          | Курбеко Микола Володимирович  | 05.11.2010            | середня спеціальна | позапартійний          | ТОВ"ЮКФ Легарс", водій                    |
| 14                          | Макарчук Інна Миколаївна      | 05.11.2010            | середня            | позапартійна           | ВПЗ, листоноша                            |
| 15                          | Патюк Любов Степанівна        | 05.11.2010            | середня            | позапартійна           | ССТ Білокоровицьке, продавець             |
| Народна Партія              |                               |                       |                    |                        |                                           |
| 8                           | Дорошенко Ольга Миколаївна    | 05.11.2010            | середня спеціальна | позапартійна           | Білокоровицьке ОСТ, продавець             |
| Самовисування               |                               |                       |                    |                        |                                           |
| 2                           | Павленко Оксана Йосипівна     | 05.11.2010            | середня            | позапартійна           | тимчасово не працює                       |
| 3                           | Шершень Олександр Сергійович  | 05.11.2010            | середня спеціальна | позапартійний          | пенсіонер                                 |
| 6                           | Патюк Віктор Якимович         | 05.11.2010            | середня            | позапартійний          | ТОВ"Кварц", водій                         |
| 7                           | Власова Яна Володимирівна     | 05.11.2010            | вища               | позапартійна           | Озерянська загальноосвітня школа, вчитель |
| 12                          | Гурський Віктор Володимирович | 05.11.2010            | вища               | позапартійний          | Озерянська загальноосвітня школа, вчитель |
| 13                          | Макарчук Любов Миколаївна     | 05.11.2010            | середня            | позапартійна           | тимчасово не працює                       |
| 16                          | Сичевська Марія Федорівна     | 05.11.2010            | середня            | позапартійна           | тимчасово не працює                       |

## Історія
Створена 1923 року як Озерянська сільська рада, в складі сіл Зазір'я (Заозер'я), Озеряни та Рудня-Озерянська Білокуровицької волості Коростенського повіту Волинської губернії. 7 лютого 1923 року включена до складу новоствореного Олевського району Коростенської округи. 12 січня 1924 року, відповідно до рішення Волинської ГАТК (протокол № 6/1 «Про зміни в межах округів, районів і сільрад», до складу ради включене с. Топільня Жеревецької сільської ради Олевського району. Станом на 17 грудня 1926 року в підпорядкуванні значилися хутори Бза, Біла Глина, Бродки, Високе, Глинки, Гнилиці, Димарка, Дубовець, Дубровка, Заволока, Коросток, Крикова, Минятков, Митрин-Нивки, Навтрени, Петриковщина, Пушкова Нивка, Рачов, Селищи, Смолянюків Куток, Сороча Гора, Усово та Ями. У 1936 році в с. Топільня створено окрему Топільнянську сільську раду Олевського району. Станом на 1 жовтня 1941 року с. Зазір'я та хутори Бза, Біла Глина, Бродки, Високе, Глинки, Гнилиці, Димарка, Дубовець, Дубровка, Заволока, Коросток, Крикова, Минятков, Митрин-Нивки, Навтрени, Петриковщина, Пушкова Нивка, Рачов, Селищи, Смолянюків Куток, Сороча Гора, Усово та Ями не перебували на обліку населених пунктів.
Станом на 1 вересня 1946 року сільська рада входила до складу Олевського району Житомирської області, на обліку в раді перебували села Озеряни та Рудня-Озерянська.
5 жовтня 1970 року, відповідно до рішення Житомирського ОВК № 502 «Про взяття на облік новоутворених поселень та зміни в адміністративному підпорядкуванні деяких населених пунктів області», взято на облік новоутворений населений пункт — селище Новоозерянка.
На 1 січня 1972 року сільська рада входила до складу Олевського району Житомирської області, на обліку в раді перебували села Озеряни, Рудня-Озерянська та с-ще Новоозерянка.
30 травня 1972 року, відповідно до рішення Житомирського ОВК № 216 «Про віднесення селища Новоозерянка до категорії селищ міського типу та перенесення центру Озерянської сільради Олевського району», с-ще Новоозерянка віднесене до категорії селищ міського типу, центр Озерянської сільської ради перенесено до смт Новоозерянка з перейменуванням її на Новоозерянківську селищну раду та підпорядкуванням сіл Озеряни й Рудня-Озерянська.
18 березня 2010 року, відповідно до рішення Житомирської обласної ради, селищну раду перейменовано на Новоозерянську.
Ліквідована 17 січня 2017 року через об'єднання до складу Олевської міської територіальної громади Олевського району Житомирської області.